# El Porvenir kommun, Atlántida
El Porvenir är en kommun i Honduras.   Den ligger i departementet Atlántida, i den centrala delen av landet, 180 km norr om huvudstaden Tegucigalpa. Antalet invånare är 14 437.